# NGC 1285
NGC 1285 è una galassia a spirale barrata situata nella costellazione dell'Eridano, a una distanza di circa 244 milioni di anni luce dalla nostra Via Lattea.

## Scoperta
La galassia è stata scoperta il 28 ottobre 1865 dall'astronomo tedesco Heinrich d'Arrest.

## Descrizione
NGC 1285 ha una classe di luminosità II e presenta una larga riga a 21 cm dell'idrogeno neutro.

## Supernove
Due supernove sono state scoperte all'interno di NGC 1285: SN 2004F e SN 2013el.

### SN 2004F
La supernova è stata scoperta il 16 aprile 2004 da  B. Swift, J. Burket, H. Pugh, R. J. Foley, A. V. Filippenko e W. Li nel corso del programma LOSS (Lick Observatory Supernova Search) dell'Osservatorio Lick. La supernova è stata classificata di tipo IIn-pec.

### SN 2013el
La supernova è stata scoperta l'11 luglio 2013 dall'astronomo amatoriale neozelandese Stu Parker. La supernova è stata classificata di tipo Ib-pec.